# Redneck

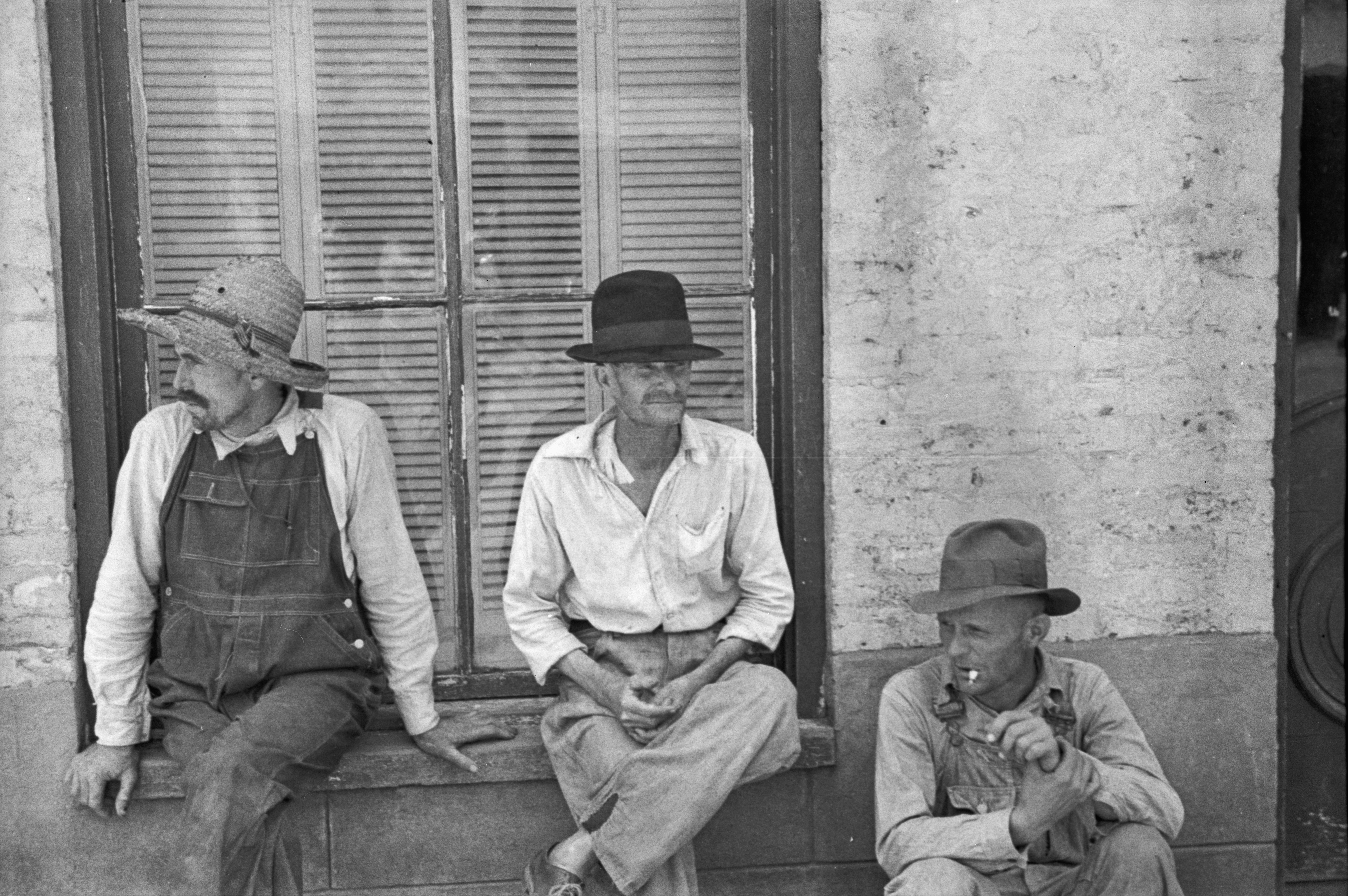
Aparceros blancos pobres de Alabama fotografiados por Walker Evans en 1936.

Redneck (en español: «cuello rojo») es un término utilizado en Estados Unidos y Canadá que hace referencia al estereotipo de un hombre blanco que vive en el interior del país y cuenta con bajos ingresos económicos. El origen está en que, por el trabajo constante de los trabajadores rurales expuestos al sol, sus cuellos terminan enrojecidos, especialmente la zona de la nuca. Hoy en día se suele utilizar para denominar peyorativamente a los blancos sureños conservadores.
La gente blanca del sur se llama a veces a sí misma redneck de manera jocosa, como una forma de humor interno.
Para la década de 1970, el término se había transformado en jerga ofensiva: su significado se extendió y pasó a incluir el racismo, el comportamiento grosero y la oposición a las formas modernas.